# 帥到分手
《帥到分手》是臺灣歌手周湯豪的一首歌曲，收錄於他的第3張錄音室專輯《REAL》中。這首歌曲于2016年9月30日由太陽娛樂文化正式發行為專輯的首發單曲。歌曲由周湯豪和崔惟楷創作，并由周湯豪製作，是一首華語流行歌曲，歌詞表達了現代男子在愛情上遇到的無言窘態。歌曲獲得了主流樂評的普遍好評，大部分評論讚賞了曲風的獨特性。歌曲在臺灣KKBOX、Omusic和myMusic的榜單均獲得冠軍。《帥到分手》曾作為三立華人電視劇《飛魚高校生》的片頭曲。
周湯豪在2016年華劇大賞、Hito流行音樂獎演唱了《帥到分手》。歌曲的音樂錄影帶由鄺盛執導，周湯豪化身樂團主唱。影片展示了就算「拜金女」如何對其展現性感，周湯豪依舊不爲所動，暗示了他對拜金的厭惡。

## 背景與词曲
在發行前張專輯《S.N.G》后，周湯豪創作了《REAL》共4年，他希望嘗試一些「新的、酷的、屌的、真的東西」。他認爲之前以往的模式「十之八九都是在講難過、傷心、後悔，但感情有很多東西可以講，我想要講一些周遭真正發生的事情」。《帥到分手》是以周湯豪依照身邊朋友的故事為題材，而他説道歌曲標題并非在稱呼自己，是一個大家都會遇到的情況，「我去買東西，人家叫帥哥，是在叫我旁邊的人。」他認為現在帥哥只是一個代稱，泛指所有男性。
《帥到分手》由周湯豪和崔惟楷創作，并由周湯豪製作。歌曲是一首華語流行歌曲，全長3分39秒。歌曲以降B大調創作，拍號為4/4拍，每分鐘80拍。歌曲以「犀利直白」的方式唱出現代男生愛情的價值觀和無言窘態，其中歌詞唱道「我帥到分手，安全感不夠，你選擇向錢走，現實將我爆頭」，指出很多人還是著重在實際的生活，選擇向錢走，已經無關帥或不帥。

## 發行
《帥到分手》于2016年9月30日由太陽娛樂文化發行至臺灣的數位下載，並成爲專輯的首發單曲。歌曲同時成爲三立華語電視劇《飛魚高校生》的片頭曲發行。

## 樂評
《中時電子報》的林淑娟稱《帥到分手》為「新一代國民歌曲」。PlayMusic音樂網的專欄作家藍蝴蝶在評價專輯《REAL》時認爲歌曲是「最為獨特與代表性的一曲」，並補充道由於歌曲是關於一名男性在遭遇悲催愛情後的心情與領悟，所以「算是這張專輯當中最為悲情與動人的一曲」。雅虎音樂的傑米鹿對於唱片公司選擇《帥到分手》為首發單曲感到懷疑，並認爲《TURN UP》反而是更好的選擇。臺灣演員錦榮覺得這首歌曲「超有感」。DJ丹尼斯覺得《帥到分手》是《需要你的美》的延續版，並認爲歌曲的專輯中「最live的曲目」。ETNEWS星光云的黃子瑋認爲歌曲「歌詞寫實，旋律令人印象深刻，琅琅上口」。

## 音樂錄影帶

在錄影帶中，周湯豪擔任樂團主唱和吉他手，帶領樂隊演唱。

《帥到分手》的音樂錄影帶由鄺盛執導。由於這首歌曲是有搖滾曲風的男人失戀歌曲，所以周湯豪化身为乐团主唱兼吉他手領樂隊演唱。在拍攝影片時，導演找來韓籍模特來飾演「拜金女」，無論她如何緊貼周和展現性感，周湯豪依舊不爲所動，認真對嘴演唱，來表達出對於「拜金女」的厭惡。为了用吉他表现出男人受伤的气愤情绪，周汤豪连刷数十次吉他，不断重来。后来还因力道过猛，一不小心造成右手中指指甲被掀开並流血。
2016年10月5日，太陽娛樂文化發佈了歌曲的正式錄影帶。2018年11月4日，影片已經超過了1億次的點擊率。

## 商業成績
2016年10月8日，《帥到分手》同時登上KKBOX華語新歌日榜Top50和綜合新歌Top100的榜單冠軍。歌曲于2016年9月30日空降華語單曲週榜TOP100第44名，並于兩周后登上榜首。歌曲于2016年10月17日登上華語單曲日榜Top100榜首。《帥到分手》在Omusic的華語單曲日榜、綜合新歌日榜、國語單曲日榜&週榜和新歌單曲日榜&週榜均取得冠軍。歌曲在myMusic的華語單曲日榜、綜合單曲日榜、華語單曲週榜、華語單曲日榜、綜合單曲日榜和華語單曲週榜同時取得冠軍。《帥到分手》在POP排行榜TOP10和iTunes的國語流行熱門榜取得冠軍。

## 現場演出
2016年11月22日，周湯豪在電視節目《SS小燕之夜》演唱歌曲。2016年12月10日，他在2016年華劇大賞擔任開場嘉賓並演唱《帥到分手》。12月31日，他在「臺北最High新年城2016跨年晚會」演唱歌曲。2017年9月9日，周湯豪在中華民國教育部體育署舉辦的體育表演會擔任壓軸嘉賓並演唱《帥到分手》。《今日新聞網》的張育嘉稱這次表演為「完美句點」。2017年6月4日，歌手在Hito流行音樂獎演唱這首歌曲。《帥到分手》還包括在其個人首次巡回演唱會「帥到分手PARTY TOUR」中。

## 曲目列表
- 数位下载[29]

1. 《帥到分手》－3:39

## 外部連結
- KKBOX上歌曲的完整歌詞 （页面存档备份，存于）
- YouTube上的歌曲音樂錄影帶 （页面存档备份，存于）